# Góliátbéka
A góliátbéka (Conraua goliath) a kétéltűek (Amphibia) osztályába a békák (Anura) rendjébe és a Conraua nemébe tartozó faj. Nevét a bibliai alak, a hatalmas termetű Góliát után kapta.
A Földön ma élő legnagyobb békafaj.
Eddigi legnagyobb példányát 1989-ben Kamerunban találták: hossza 36,83 cm, tömege 3,66 kg volt.
A fajt 1906-ban fedezte fel George Latimer Bates amerikai természettudós és hittérítő, aki a British Múzeum számára  gyűjtött állatokat Nyugat-Afrikában. Kamerunban lelt rá a mindeddig ismeretlen fajra.
A faj leírása egyetlen példányon alapult.

## Előfordulása
Elterjedési területe igen korlátozott, a kameruni Sanaga folyó északi részének utolsó 200 km-étől az egyenlítői-guineai Benito folyó utolsó déli 150 km-éig terjed. Ez a terület nagyjából párhuzamosan halad a partvonallal, és magában foglalja a Benito, Wolo és Mbini folyók medencéit. Sűrű egyenlítői esőerdő veszi körül, 150–180 km szélességben.

## Élőhelye
A faj tipikus élőhelye csapadékos, magas hőmérsékletű és páratartalmú. A zuhatagokkal tarkított magas oxigéntartalmú, gyors sodrású folyóvizeket kedveli, melyek homokos fenékkel rendelkeznek. A víz hőmérséklete nem lehet 22 °C alatti.
A szaporodásához is elengedhetetlen, de a kifejlett állatok is ritkán hagyják el a vizet. Ha a szárazföldön megzavarják őket, azonnal a vízbe ugranak. A parton az árnyékos helyeket keresi.
Csak ott tud élni, ahol a Dicraeia warmingii nevű vízinövény is megtalálható, mert ebihalai számára életük első heteiben ez jelenti a legfőbb táplálékot.

## Megjelenés

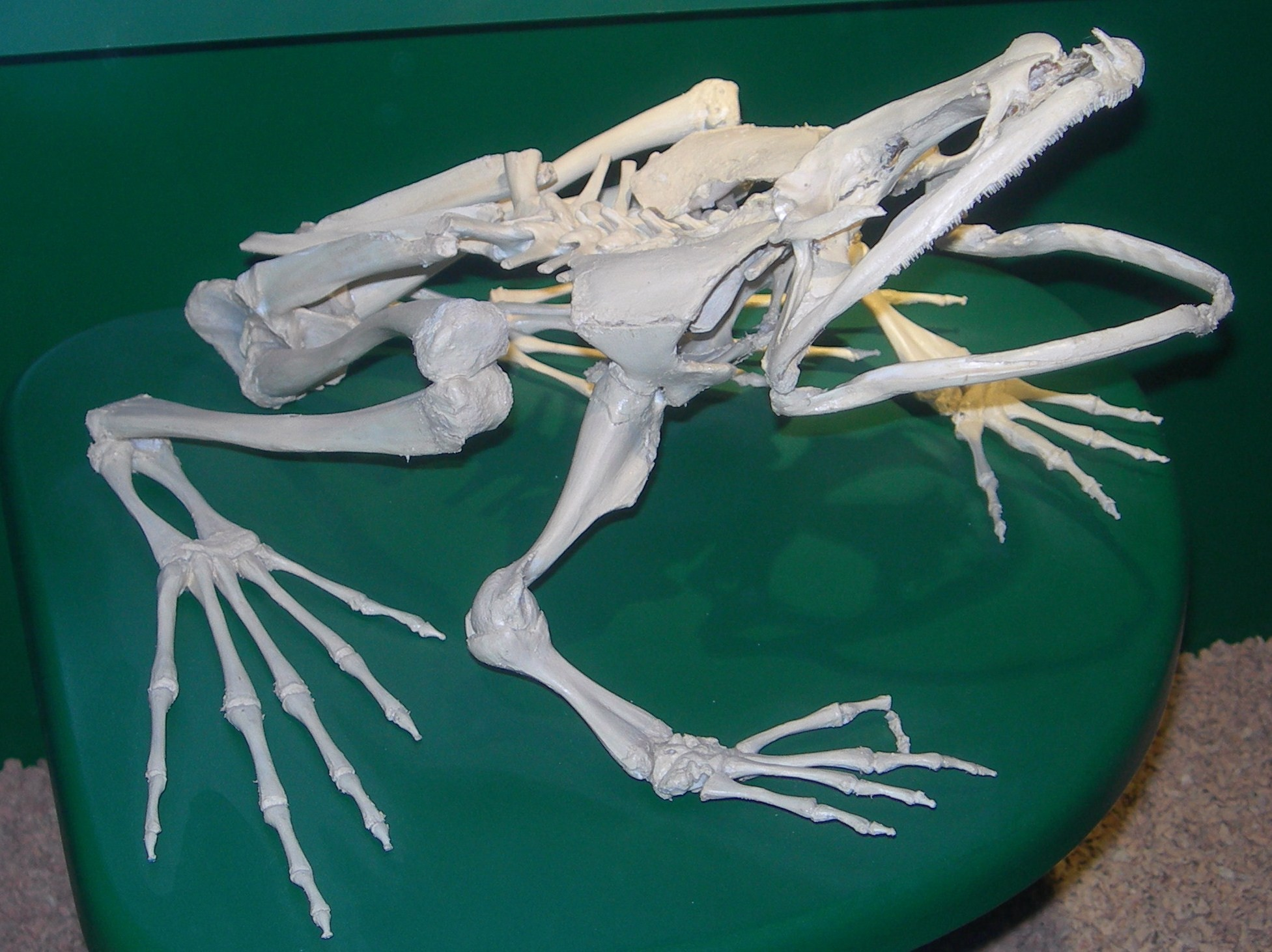

Súlya meghaladhatja a 3 kilogrammot, láb nélküli testhossza a 33 centimétert.
A békáknál szokatlan módon a nőstényeknél nagyobbak a hímek.
Hátsó lábai hosszabbak a mellsőknél, rendkívül erőteljesek, kinyújtva akár a 80 centiméteres hosszúságot is elérhetik, közöttük úszóhártya feszül. A második lábujja a leghosszabb. Combja emberi csukló vastagságú.
Színe a hátoldalán és végtagjai felső részén kékesszürke, vagy sötétzöldes barnás, hasi részén és végtagjai alsó részén sárgás-, vagy narancssárgás barna. 
Háromszögletű feje széles, lapított, háta és végtagjai felső része érdes, szemölcsös. A szem mögötti résztől, a fül fölött fekete sáv húzódik a mellső lábakig. Hanghólyaggal nem rendelkeznek.
A nagyobb példányok szeme 2,5 cm átmérőjű is lehet.
Az ebihalak és a frissen átalakult példányok a kifejlett békához képest kicsik, nagyjából azonos méretűek a normál méretű békák fiatal egyedeivel, de a faj jellegzetességei már ekkor is láthatóak, igaz színűk még világosabb és zöldebb.

## Életmód
Nappal bőrük védelme érdekében inkább az árnyékos helyeket keresik, csak kis időt töltenek sütkérezéssel a nedves sziklákon ülve. A zuhatagokból kiálló, vízpermetes sziklákat részesítik előnyben, mely szürkés, rücskös bőrüket nedvesen tartja és ahol jól beleolvadnak a környezetükbe. Időről időre pozíciót váltanak, feltehetőleg a hő- és vízegyensúlyuk fenntartása érdekében. Általában körülbelül 35 percig maradnak a napon, majd körülbelül 15 percre visszatérnek a vízbe.

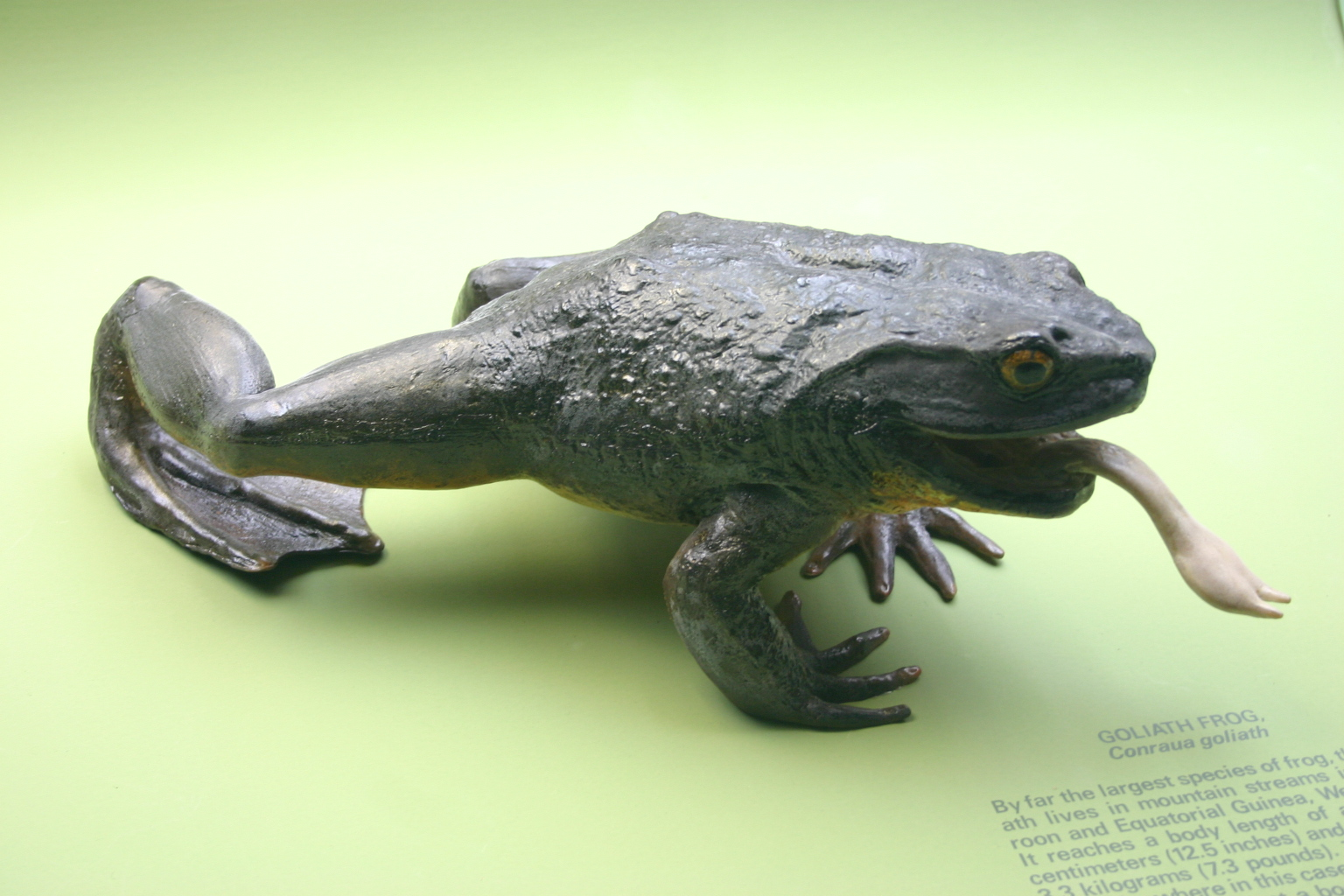

Látásuk kiváló, rendkívül éberek, körülbelül 40 méteres körzetben pásztázzák folyamatosan a környezetüket és a legkisebb mozgásra, vagy környezeti változásra azonnal a vízbe ugranak, ezért rendkívül nehéz a megközelítésük. A vízbe ugrás után általában 15 percig maradnak a víz alatt, majd a szemüket és orrcsúcsukat kidugva még egy ideig figyelik a környezetüket, míg újra ki mernek jönni a vízből.
Elsősorban éjszaka aktívak. Zsákmányukat hosszú, ragadós nyelvükkel kapják el. A 2–3 kg közötti állatok, hosszú, erős hátsó lábaikkal akár 1,2–3 méter közötti távolságot is képesek ugrani. A felnőttek viszonylag kis helyen mozognak, vadászterületük 20–40 négyzetméteres.

## Tápláléka
Az ebihal növényevő, tápláléka kizárólag a Dicraeia warmingii növény.
A felnőtt béka nem válogatós, szinte minden állatot elfogyaszt, ami nála kisebb. Férgeket, rovarokat, ízeltlábúakat, pókokat, rákokat, halakat, skorpiókat, békákat, kisebb kígyókat és teknősöket, de még madarakat és denevéreket is.

## Szaporodása
A rövid párzási időszak júliustól augusztusig tart.
A góliátbéka, a békák többségével ellentétben nem ad ki kuruttyoló párzási hívóhangokat, mert nem rendelkezik hanghólyaggal, helyette a levegő beszívásával majd kipréselésével hosszú fütyülő hanggal hívja magához a nőstény békákat.
Szaporodásához a víz elengedhetetlenül szükséges, petéiket is vízinövényekre rakja.
A párzási idő alatt a hím békák a vízben harcolnak egymással, majd a folyók alján félköríves tenyészterületet építenek, hogy odacsalogassák a nőstényeket. 
A peterakás nagyjából 2 órán át tart. Óránként körülbelül 50 petét rak a nőstény, 
amit később nem gondoznak, magukra hagyják őket.
Meglepő módon kezdetben sem a peték, sem az ebihalak nem sokkal nagyobbak, mint más békáké, csak később gyorsul fel a növekedésük. 
A peték átlagos átmérője körülbelül 3,47 mm, az egyes tojásokat tartalmazó zselés tömeg átlagosan 4 mm vastag, a pete súlya körülbelül 0,028 gramm.
A békává fejlődés 85-95 napig tart, az ivarérettséget 10-12 hónap alatt érik el.
Fogságban nem szaporodik.

## Ellenségei
Krokodilok, kígyók (főleg a kobrák és  pitonok), de a legnagyobb veszélyt az ember jelenti számára.

## Életkor
Fogságban 19–20 évig, (feljegyeztek már 21 éves kort megélt példányt is), vadon 15 évig élhet.

## Veszélyeztetettsége
Legnagyobb ellensége az ember. A helyi lakosság körében nagy csemegének számít, ezért húsáért vadásszák, néha hobbiállatként tartják, békaugrató versenyeket is rendeznek velük.
A turisták körében is keresett ínyencség, ezért a helyi éttermek a békák folyamatos felvásárló piaca, körülbelül 5 dollárt fizetnek egy-egy példányért.
Nyugatra a gyűjtők, kisállat-kereskedők, állatkertek részére történő vadbefogása is jelentős állományritkító. A kisebb példányokért 600, a nagyobbakért 3000 dollárt is fizetnek a gyűjtők, ha élve tudják megkapni, mert szállítás közbeni halálozásuk rendkívül magas. A speciális körülményeket is nagyon nehéz megteremteni számára, ezért általában az élve maradt példányok sem élnek sokáig, még az állatkertek sem tudják hosszú távon megőrizni őket.
A túlvadászás legnagyobb problémája, hogy már azelőtt megölik az állatokat, mielőtt azok ivaréretté válnának, így nem tudnak tovább szaporodni. Fogságban egyelőre nem is tudják szaporítani.
Az ember miatt természetes élőhelye évente több ezer hektárral csökken. A folyókon gátakat építenek,
az esőerdők fáit kivágják, ezáltal a talaj az esőzések hatására belemosódik a folyókba, elszennyezve azok vizét, valamint mezőgazdasági területeket hoznak létre az élőhelyükön.
A vegyi anyagokat használó illegális halászat során a góliátbékák is elpusztulnak.
Egyre kifinomultabb módszerekkel és egyre újfajtább csapdákkal vadásszák.

## Védelmük
A meglévő állomány védelmére sürgős intézkedések meghozatalára volt szükség, mivel egyedszámuk rendkívül lecsökkent.
A kormány jelenleg három természetes élőhelyét Kamerunban, valamint az Egyenlítői-Guineában a Monte Alén Nemzeti Parkban, természetvédelmi területté nyilvánította, külföldre történő exportját pedig 300 darabra korlátozta.
Sajnos a védelmére hozott intézkedéseket a helyi lakosság nem tartja be, a kormány pedig nem tartatja be, ezért egy kisebb helyi tudós- és diákcsoport biztonsági őrséget hozott létre. 
A helyi lakosság körében és az iskolákban ismeretterjesztő előadásokat is tartanak a faj jobb megismertetésére és annak elmagyarázására, mennyire fontos az ökoszisztéma számára, valamint egyedisége miatti fennmaradásuk.
A tudósok az élőhelyükön az eloszlásukat és egyedsűrűségüket vizsgálják, megkezdődött a peték begyűjtése is, hogy mesterséges körülmények között próbálják meg szaporítani a békákat.